# Бабак Петро Корнійович
Петро Корнійович Бабак (нар. 6 вересня 1914 — †22 лютого 1992) — Герой Радянського Союзу

## Життєпис
Народився 6 вересня 1914 року в селі Костянець Старокостянтинівського району, Хмельницької області. Початкову освіту здобув у рідному селі. Закінчивши Малошкарівську семирічну школу, працював у колгоспі, на лісорубці в Грицівському лісі. Згодом закінчив Хмельницьке педучилище, став вчителювати в селі Серединці Шепетівського району. Звідти у 1936 році був призваний в армію. Закінчив Київське військове училище. До війни служив у десантних військах, де здійснив 38 стрибків.
У 1939—1940 роках брав участь у фінській кампанії, командував стрілецькою ротою. Був нагороджений орденом Червоного Прапора. Радянсько — німецьку війну Бабак розпочав на посаді начальника штабу повітряно-десантного батальйону у червні 1941 року в Житомирі та сповна відчував гіркоту поразки. Командував стрілецьким батальйоном, а потім — полком. Пройшов фронтовими дорогами від Сталінграда до Курська, від Берліна до Праги. Учасник визволення Дубна.
Військову кар'єру закінчив у званні полковника у 1956.
Пішов з життя 22 лютого 1992 року. Похоронений у місті Кишиневі.

## Нагороди
За мужність, проявлену в битві на Волзі, П. К. Бабак нагороджений орденом Червоної Зірки і медаллю «За оборону Сталінграда». За героїзм у цих боях нагороджений орденом ІІІ ступеня. За мужність, проявлену в боях на Сандомирському плацдармі, за форсування Вісли П. К. Бабаку 23 вересня 1944 року було присвоєно звання Героя Радянського Союзу. Груди Героя прикрасили орден Леніна, три ордени Червоного Прапора, ордени Суворова І і ІІІ ступеня, два ордени Вітчизняної війни І ступеня, 17 медалей.